# George Davies (rugby à XV)
Pour les articles homonymes, voir George Davies et Davies.

a Compétitions nationales et continentales officielles uniquement.

b Matchs officiels uniquement.
George Davies, né le 25 décembre 1875 à Llandeilo et mort le 23 juillet 1959 dans la même ville, est un joueur gallois de rugby évoluant au poste de centre ou d'arrière pour le pays de Galles.

## Biographie
George Davies dispute son premier test match le 6 janvier 1900 contre l'équipe d'Angleterre et son dernier test match est contre l'équipe d'Irlande le 11 mars 1905. Il joue au total neuf matchs. Il appartient à l'équipe victorieuse de la triple couronne 1900 et à celle de la triple couronne 1905.

## Palmarès
- Victoires dans le Tournoi britannique de rugby à XV 1900, 1905
- triple couronne en 1900, 1905

## Statistiques en équipe nationale
- 9 sélections
- 11 points (1 essai, 4 transformations)
- Sélections par année : 3 en 1900, 3 en 1901, 3 en 1905
- Participation à 3 tournois britanniques en 1900, 1901, 1905